# Ophthalmotilapia
Ophthalmotilapia – rodzaj słodkowodnych ryb okoniokształtnych z rodziny pielęgnicowatych (Cichlidae).

## Występowanie
Gatunki endemiczne jeziora Tanganika w Afryce Wschodniej.

## Klasyfikacja
Gatunki zaliczane do tego rodzaju:
- Ophthalmotilapia boops
- Ophthalmotilapia heterodonta
- Ophthalmotilapia nasuta
- Ophthalmotilapia ventralis

Gatunkiem typowym rodzaju jest Tilapia boops.